# 横江镇 (吉安县)
横江镇，是中华人民共和国江西省吉安市吉安县下辖的一个乡镇级行政单位。

## 行政区划
横江镇下辖以下地区：
横江社区、横溪村、良枧村、屋头村、范家村、仕洲村、南窗前村、富田寺村、大洲村、横巷村、高陇村、老屋下村、白沂村、彭家村、壕潆村和冻坵村。